# Susan Foreman
Susan Foreman è un personaggio immaginario interpretato da Carole Ann Ford nella serie televisiva britannica di fantascienza Doctor Who.
È la nipote e compagna di viaggio del Primo Dottore. Il personaggio apparve nella serie dal 1963 al 1964, lungo tutta la prima stagione e in due macro storie all'inizio della seconda. Nel 1983, la Ford riprese il ruolo in occasione dello speciale per il ventesimo anniversario della serie, The Five Doctors, e dieci anni dopo ricomparve nello speciale Dimensions in Time in occasione del trentennale. Complessivamente, Susan apparve in 10 storie (51 episodi) totali di Doctor Who, debuttando già nella primissima puntata della serie.
Nei racconti ispirati alle avventure di Doctor Who, viene rivelato che il vero nome di Susan è Arkytior. Il nome significa "rosa" nella lingua natale di Gallifrey.

## Biografia del personaggio

### Prima stagione
Susan viene presentata nella prima puntata di Doctor Who, An Unearthly Child, e la prima parte dell'episodio si focalizza tutta sulle sue doti non comuni per un'adolescente inglese del ventesimo secolo; in quanto la ragazzina sembra essere un genio in alcune materie come scienza, matematica e storia, mentre in altre sembra molto indietro rispetto ai suoi coetanei. Queste sue peculiari caratteristiche catturano l'attenzione di due suoi insegnanti alla Coal Hill School, Ian Chesterton e Barbara Wright, che decidono di seguirla fino a casa per parlare con il nonno della ragazza. Giunti in una sorta di deposito di rottami, i due scoprono che Susan e suo nonno, il "Dottore", sono degli esuli provenienti da un altro pianeta e viaggiano nello spazio e nel tempo in una macchina definita da Susan "TARDIS", dall'acronimo "Tempo e Relativa Dimensione Interna allo Spazio". Poiché Ian e Barbara hanno scoperto la verità, il Dottore li porta via sul TARDIS contro la loro volontà, anche se non completamente in grado di pilotare l'astronave.

### Seconda stagione
Susan continua a viaggiare sul TARDIS con il Dottore e i suoi due insegnanti affrontando diverse avventure fino alla storia del 1964 intitolata The Dalek Invasion of Earth. Durante gli eventi di questa macrostoria, Susan si innamora di David Campbell, un giovane combattente per la libertà nel futuro del XXII secolo. Tuttavia, Susan si sente in dovere di continuare a seguire ed assistere suo nonno il Dottore per prendersi cura di lui. Egli, rendendosi conto che Susan è ormai diventata una donna e si merita di vivere una vita normale, la chiude fuori dal TARDIS e la lascia dopo un addio strappalacrime.

### Ventesima stagione
Nello speciale The Five Doctors, Susan torna a far capolino nella serie, ma non viene fatto nessun riferimento al personaggio di David, o rivelato nulla di cosa sia stato di lui.

## Apparizioni successive
Susan torna ancora nel 1993 in occasione dello speciale non canonico Dimensions in Time.

## Riferimenti in altre stagioni diDoctor Who
Nell'episodio The Curse of Fenric, il Settimo Dottore dichiara di non sapere se ha una famiglia. In La fine del mondo, il Nono Dottore dice che il suo pianeta natale è stato distrutto e che lui è l'ultimo superstite della sua specie. Anche se Susan non viene menzionata per nome, in Il padre di Rose il Dottore riferisce che tutta la sua famiglia venne sterminata, e in Il bambino vuoto (prima parte), il dottor Constantine dice di essere stato un tempo padre e nonno, ma che adesso non è più nulla di tutto ciò, e il Nono Dottore risponde: «Conosco la sensazione». In La disegnatrice, il Decimo Dottore afferma con noncuranza di essere stato un padre una volta, senza però aggiungere altro. In La figlia del Dottore, il Decimo Dottore dice a Donna Noble di essere già stato padre prima della creazione della "figlia" Jenny, nata artificialmente da una macchina attraverso il DNA del Dottore. In Gli anelli di Akhaten, l'Undicesimo Dottore menziona il fatto di aver già visitato in passato il pianeta Akhaten insieme a sua nipote. La puntata Viaggio al centro del TARDIS contiene un estratto audio tratto da An Unearthly Child dove Susan spiega come ideò il nome del TARDIS. Una breve clip di Susan, interpretata da una controfigura non identificata, è visibile nella scena iniziale dell'episodio Il nome del Dottore, dove il Dottore e Susan lasciano Gallifrey a bordo del TARDIS. All'inizio della decima stagione, il Dottore tiene sulla sua scrivania all'Università di Bristol una foto di Susan e una foto di River Song.

## Creazione e sviluppo del personaggio

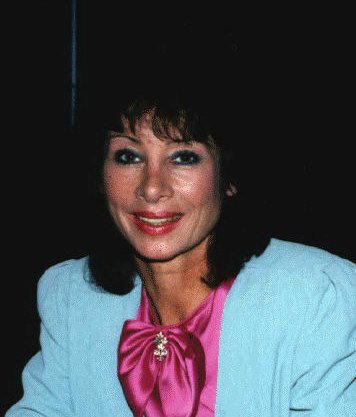
Carole Ann Ford interpretò Susan Foreman.

Susan fu la prima dei compagni di viaggio del Dottore ad essere mostrata sullo schermo, sebbene l'attrice Carole Ann Ford ci tenne a precisare che i rapporti tra il Dottore ed il personaggio da lei interpretato, erano differenti rispetto a quelli con i successivi compagni del Dottore, in quanto Susan era anche sua nipote, e quindi i due erano legati da un legame di parentela. La sceneggiatura originale della serie non prevedeva il rapporto di parentela, ma lo sceneggiatore Anthony Coburn volle inserirlo. Secondo la produttrice Verity Lambert, "Coburn pensava che non fosse decoroso che un anziano viaggiasse insieme ad una ragazzina nella galassia".
Il suo personaggio venne ideato principalmente per far avere al target giovanile del programma qualcuno con il quale identificarsi, e spesso Susan riempiva lo spazio lasciato scoperto dal ruolo dell'"urlatrice", la tipica ragazza in pericolo minacciata dal cattivo di turno. La stessa Ford era scontenta della dimensione univoca data al suo personaggio, trovando Susan in alcuni casi persino "patetica" nei suoi continui piagnistei e richieste d'aiuto e sentendosi frustrata dal fatto che non venisse dato modo al suo personaggio di crescere e svilupparsi. Inoltre, la Ford trovava la serie troppo ripetitiva. Susan divenne così il primo personaggio di rilievo a lasciare il programma, dopo soli 51 episodi.

## Lista presenze
| Serial                        | Prima TV UK                         |
| Prima stagione (1963-1964)    | Prima stagione (1963-1964)          |
| ----------------------------- | ----------------------------------- |
| An Unearthly Child            | 23 novembre – 14 dicembre 1963      |
| The Daleks                    | 21 dicembre 1963 – 1º febbraio 1964 |
| The Edge of Destruction       | 8 – 15 febbraio 1964                |
| Marco Polo                    | 22 febbraio – 4 aprile 1964         |
| The Keys of Marinus           | 11 aprile – 16 maggio 1964          |
| The Aztecs                    | 23 maggio – 13 giugno 1964          |
| The Sensorites                | 20 giugno – 1º agosto 1964          |
| The Reign of Terror           | 8 agosto – 12 settembre 1964        |
| Seconda stagione (1964-1965)  |                                     |
| Planet of Giants              | 31 ottobre – 14 novembre 1964       |
| The Dalek Invasion of Earth   | 21 novembre – 26 dicembre 1964      |
| Speciale del 20º anniversario |                                     |
| The Five Doctors              | 23 novembre 1983                    |
| Speciale del 30º anniversario |                                     |
| Dimensions in Time            | 26–27 novembre 1993                 |

| Film                                                                         | Anno |
| ---------------------------------------------------------------------------- | ---- |
| Dr. Who and the Daleks                                                       | 1965 |
| Daleks - Il futuro fra un milione di anni (Daleks' Invasion Earth 2150 A.D.) | 1966 |